# Решетников, Владимир Николаевич
Владимир Николаевич Решетников (род. 6 января 1938, Холопеничи, Глусский район, Могилевская область) — советский биолог, академик Национальной академии наук Беларуси (2000; член-корреспондент с 1991), доктор биологических наук (1987), профессор (1992). Заслуженный деятель науки Республики Беларусь (2008).

## Биография
Окончил Московскую сельскохозяйственную академию имени К. А. Тимирязева (1959). В 1960—1962 гг. младший научный сотрудник БелНИИ плодоводства, овощеводства и картофелеводства Министерство сельского хозяйства БССР. С 1966 г. младший, старший научный сотрудник, в 1977—1978 гг. ученый секретарь Института экспериментальной ботаники АН БССР. С 1978 г. заместитель директора по научной работе этого института, одновременно с 1985 г. заведующий лаборатории. В 1997—2009 гг. директор Центрального ботанического сада Национальной академии наук Белоруссии.
Научные работы в области биохимии и физиологии растений. Провел исследования в области состава, структуры и функциональной активности внутриклеточных органелл, биосинтетических систем растительной клетки. Определил специфичность пластид при полиплоидизации клеточного ядра, предложил гипотезу физиолого-биохимического взаимодействия ядер и пластид при дифференциации ткани и в онтогенезе растения. Показал видо- и сортоспецифичность белков картофеля и отдельных ферментных систем тритикале. Провел биохимическое изучение трансгенных растений. Внес вклад в изучение и определение путей использования запасных и биологически активных веществ растений в пищевой промышленности, внедрение разработанных технологий в производство.
Автор более 400 научных работ, в т. л. 11 монографий, 2 авторских свидетельства, 12 патентов.
Лауреат Межгосударственной премии СНГ «Звёзды Содружества» за 2015 год.

## Научные работы
- Пластиды и клеточные ядра высших растений (биохимические аспекты). Мн.: Наука и техника, 1982.
- Клеточные ядра высших растений: состав, структура, функции. Мн.: Наука и техника, 1992.
- Characterization of the Nuclear Matrix in Inactive and Actively Functioning Cells of Winter Rye // Soviet Plant Physiology. 1993. Vol.40, № 1.
- Последствия радиоактивного загрязнения почв аварийными выбросами ЧАЭС для сельскохозяйственных растений // One Decade after Chernobyl: Summing up the Consequences of the Accident. Austria Center. Vienna, 1996.